# Basovizza

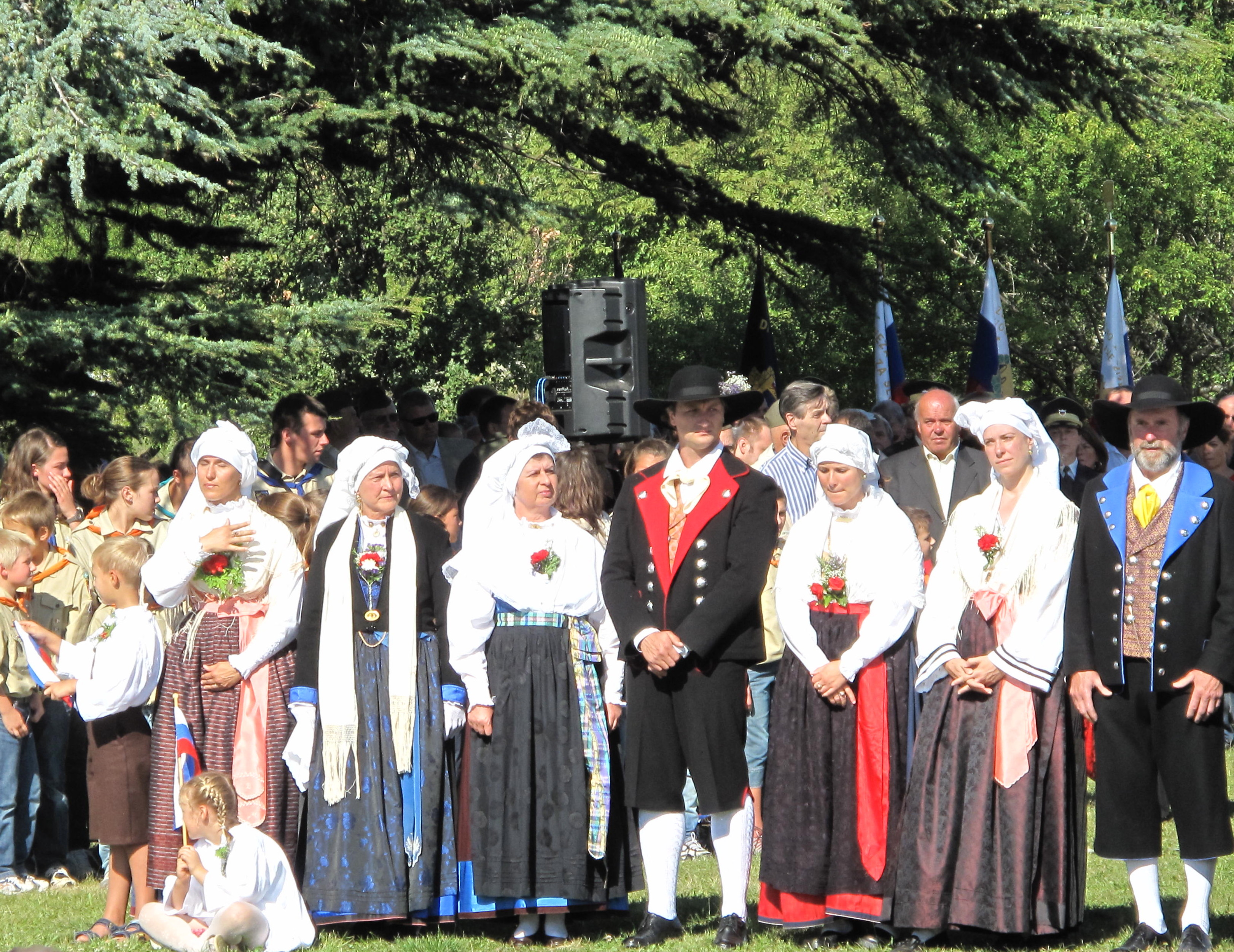
Alcuni abitanti di Basovizza durante una celebrazione nei tipici costumi tradizionali dei borghi carsici

Basovìzza (Basoviza in dialetto triestino, Bazovica in sloveno) è una frazione del comune di Trieste, a nord-est del capoluogo, sull'altopiano del Carso, a 377 metri di altitudine. Secondo il censimento austriaco del 1910, all'epoca il 97,6% della popolazione era di madrelingua slovena.

## Descrizione
Uno degli edifici del villaggio è la chiesa di Santa Maria Maddalena costruita nel 1857 al posto del precedente edificio di culto, del 1335. Nei pressi della località si trova un monumento che ricorda quattro membri del TIGR sloveni condannati a morte dal Tribunale speciale per la difesa dello Stato nel 1930. Presso Basovizza sono state costituite due importanti istituzioni scientifiche a livello internazionale: l'osservatorio astronomico di Trieste ed il sincrotrone ELETTRA, uno dei più importanti progetti di studio sulla struttura della materia condotti dalla ricerca scientifica italiana. 
In loco si trova anche la foiba di Basovizza in cui furono gettati numerosi italiani trucidati dai partigiani jugoslavi e su cui è stato collocato un monumento a ricordo di tutte le vittime degli eccidi del 1943 e 1945. Nel 1992 il presidente delle Repubblica Italiana Oscar Luigi Scalfaro ha dichiarato il pozzo monumento nazionale.

## La foiba
La cosiddetta foiba di Basovizza è un profondo pozzo minerario, scavato all'inizio del XX secolo per l'estrazione del carbone e poi abbandonato per la sua improduttività.

### L'infoibamento
Nel maggio 1945 venne occultato all'interno del pozzo di Basovizza un numero imprecisato di cadaveri di prigionieri, militari e civili uccisi dai militari dall'esercito di liberazione jugoslava. Storici come Raoul Pupo, Roberto Spazzali e Guido Rumici sostengono che è impossibile calcolare il numero esatto dei corpi infoibati.
Testimonianze dell'epoca raccolte da parte britannica parlano di alcune centinaia di vittime, mentre da parte italiana vennero diffuse cifre assai superiori, fondate però unicamente sulla cubatura dei detriti presenti nel pozzo. Le esplorazioni di tale cavità sono state ostacolate dalla ingente massa di materiali, compresi proiettili inesplosi, e non hanno prodotto significativi risultati.

## Monumento agli eroi di Basovizza
Nell'immediato dopoguerra, nei pressi della frazione fu eretto, con il sostegno di tutto l'antifascismo locale, un monumento a quattro antifascisti membri del TIGR condannati a morte e fucilati nel 1930 dal Tribunale speciale per la difesa dello Stato per una serie di attentati, compreso lo scoppio di una bomba alla redazione de Il Popolo di Trieste, l'organo locale del PNF, che causò la morte di un redattore, Guido Neri, e il ferimento di tre persone.
Nel decennio che precedette la seconda guerra mondiale, i quattro fucilati (i membri del TIGR Ferdo Bidovec, Fran Marušič, Zvonimir Miloš e Alojzij Valenčič) divennero un simbolo dell'antifascismo sloveno con il nome di "Eroi di Basovizza" (in sloveno bazoviški junaki o bazoviški heroji). La stessa voce di Bazovica (il nome sloveno della località) si estese fino a diventare un vero e proprio sinonimo del sentimento antifascista e antinazista delle popolazioni slovene. Il toponimo Bazovica dette perciò nome a molte associazioni, a un giornale (stampato dal 1941 al 1944 al Cairo, Egitto), a una brigata partigiana nel corso della guerra e a una canzone popolare.
Ogni anno vi si svolge un atto di commemorazione al quale partecipano rappresentanti della Repubblica slovena. Nel 2010 ha partecipato alla celebrazione per la prima volta anche una delegazione della Provincia di Trieste, con la presidente Maria Teresa Bassa Poropat. A Savogna d'Isonzo vi è una via dedicata: via Eroi di Basovizza, in sloveno ulica Bazoviških junakov.

## Il centro di ricerca
Negli ultimi anni è diventato un importante centro per la fisica sperimentale grazie alla costruzione del Laboratorio di luce Sincrotrone ELETTRA.
Nei pressi della frazione si trova anche la stazione di Basovizza dell'osservatorio astronomico di Trieste.